# Nicole Steinwedell
Nicole Steinwedell (* 2. April 1981 in Pensacola, Florida) ist eine US-amerikanische Fernseh- und Filmschauspielerin. 

## Leben
Nicole Steinwedell wurde in Pensacola als Tochter zweier Marines geboren. Nach einem Theaterstudium an der Northwestern University in Illinois, das sie mit einem Bachelor abschloss, ging sie nach Los Angeles um eine Schauspielkarriere zu beginnen.
Ihre bekannteste Rolle ist die der Bridget „Red Cap“ Sullivan, die sie 2008 ab der 4. Staffel der CBS-Serie The Unit – Eine Frage der Ehre innehatte. Des Weiteren wurde sie als Hauptdarstellerin Philomena „Philly“ Rotchliffer in der A&E-Serie Breakout Kings (2011) gecastet, dort aber nach zwei Folgen durch Serinda Swan in einer neuen Rolle ersetzt.
2019 trat sie mit dem von ihr geschriebenen und produzierten Einpersonenstück Temple Tantrum auf der Theaterbühne beim Hollywood Fringe Festival auf.
Insgesamt wirkte sie bereits bei 40 Film- und Fernsehproduktionen mit.

## Filmografie (Auswahl)
- 2003: Dawson’s Creek (Fernsehserie, eine Folge)
- 2008–2009: The Unit – Eine Frage der Ehre (The Unit, Fernsehserie, 17 Folgen)
- 2009: A Single Man
- 2010: Paris Connections
- 2011: Breakout Kings (Fernsehserie, 2 Folgen)
- 2011: Two and a Half Men (Fernsehserie, eine Folge)
- 2011: The Glades (Fernsehserie, eine Folge)
- 2011: Franklin & Bash (Fernsehserie, eine Folge)
- 2013: Navy CIS (Fernsehserie, eine Folge)
- 2013: Raze
- 2014: Masters of Sex (Fernsehserie, eine Folge)
- 2015: Code Black (Fernsehserie, eine Folge)
- 2016: Diagnosis Delicious
- 2017: Grimm (Fernsehserie, eine Folge)
- 2017: Criminal Minds (Fernsehserie, eine Folge)
- 2018: Der Denver-Clan (Dynasty, Fernsehserie, eine Folge)
- 2020: Wander – Die Verschwörung ist real (Wander)
- 2020: Hawaii Five-0 (Fernsehserie, eine Folge)
- 2021: S.W.A.T. (Fernsehserie, eine Folge)
- 2022: The Terminal List (Fernsehserie, eine Folge)